# Bisdom Charlotte
Het bisdom Charlotte (Latijn: Dioecesis Carolinana) is een rooms-katholiek bisdom met als zetel Charlotte, in de Amerikaanse staat North Carolina. Het bisdom is suffragaan aan het aartsbisdom Atlanta. 

## Geschiedenis
Het bisdom werd opgericht op 12 november 1971, uit delen van het bisdom Raleigh. Op 12 januari 1977 verwierf het gebied toen de territoriale abdij Belmont-Mary Help of Christians werd opgeheven en weer een normale abdij werd. 

## Parochies
Het bisdom had in 2023 een oppervlakte van 53.476 km2 en telde 5.505.666 inwoners waarvan 9,9% rooms-katholiek was.

## Bisschoppen
- Michael Joseph Begley (30 november 1971 - 29 mei 1984)
- John Francis Donoghue (6 november 1984 - 22 juni 1993)
- William George Curlin (22 februari 1994 - 10 september 2002)
- Peter Joseph Jugis (1 augustus 2003 - 9 april 2024)
- Michael Thomas Martin (9 april 2024 - heden)

## Galerij van afbeeldingen

Wapen van het bisdom
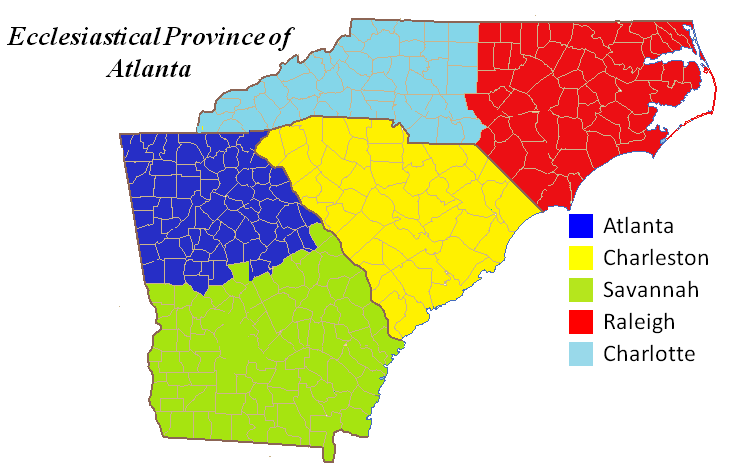
Kerkprovincie met aartsbisdom en suffragane bisdommen
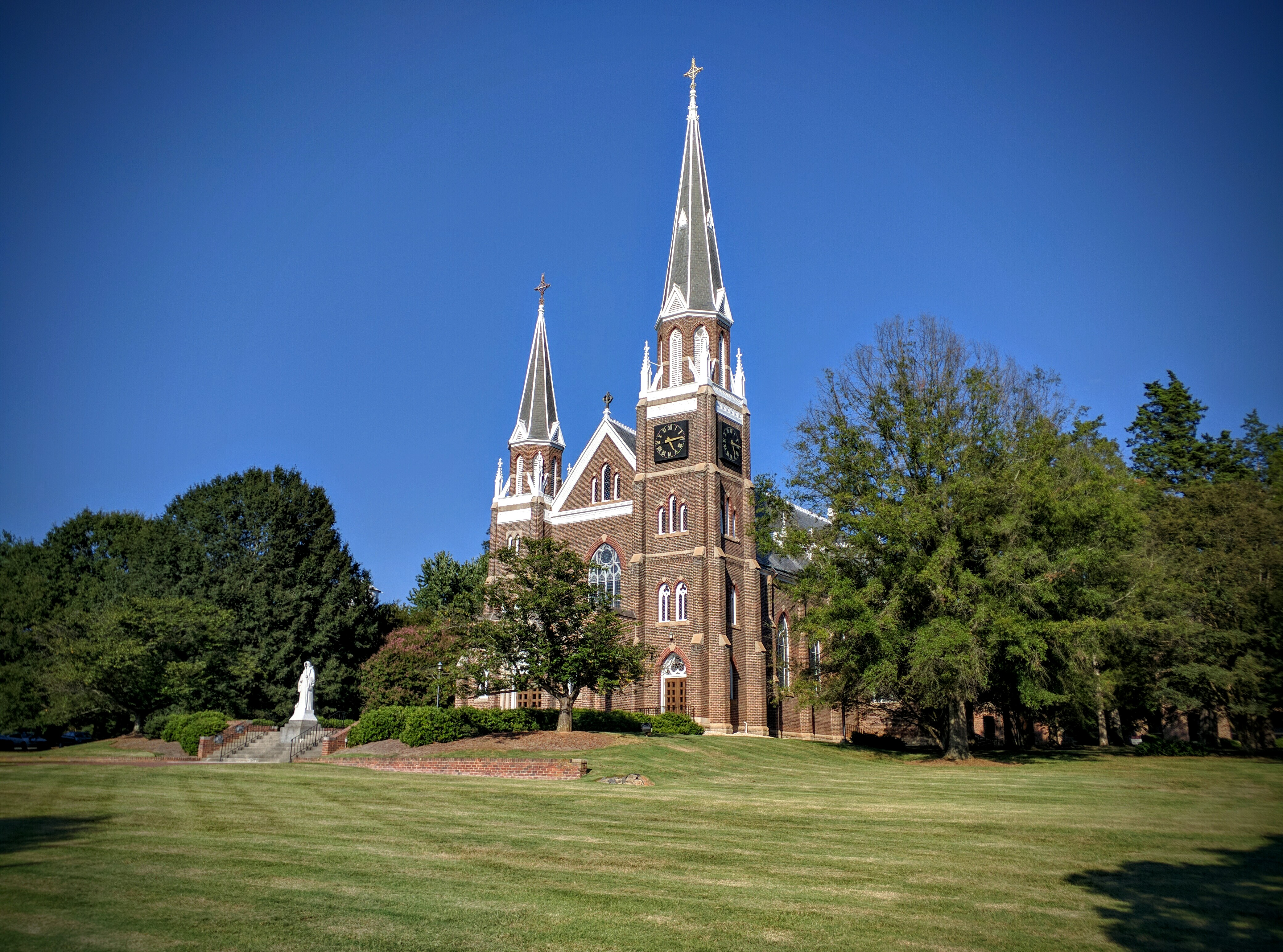
Basiliek van de abdij in Belmont

Atlanta (aartsbisdom) · Charleston · Charlotte · Raleigh · Savannah